# 김안드레아
김안드레아(金안드레아, 1985년 11월 30일 ~ )는 대한민국의 전 축구 선수이며, 포지션은 공격수였다.